# Phloeodictyidae
Phloeodictyidae is een familie van sponsdieren uit de klasse van de Demospongiae (gewone sponzen). 

## Geslachten
- Calyx Vosmaer, 1885
- Oceanapia Norman, 1869
- Pachypellina Burton, 1934
- Siphonodictyon Bergquist, 1965
- Tabulocalyx Pulitzer-Finali, 1993